# Anamorphotisches Verfahren

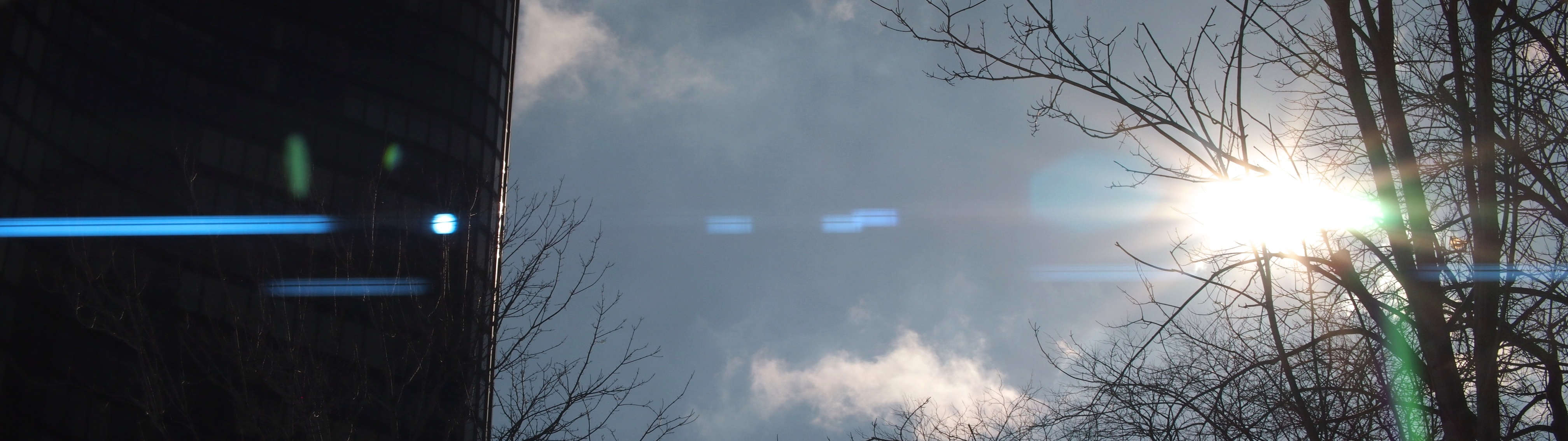
Typischer Effekt horizontaler blauer Lichtstreuung durch anamorphotische Linsen.

Das anamorphotische Verfahren ist eine Art der Aufzeichnung von Filmen mit speziell konstruierten Kameraobjektiven, den Anamorphoten. Sie dient dem Zweck, unter Beibehaltung des 4:3-Filmmaterials ein besonders breites Bild zu erzeugen, das der menschlichen Wahrnehmung näher kommt als etwa das Filmformat. Statt das Bild oben und unten zu beschneiden und dadurch Auflösung zu verlieren, verzerren die anamorphischen Linsen zum Rand hin. Bei der Wiedergabe findet dann eine entsprechende Entzerrung statt.
Zum Standard für Kinofilme wurde das Verfahren unter der geschützten Markenbezeichnung „CinemaScope“ der 20th Century Fox Film Corporation, die für die speziellen Kamera- und Projektions-Objektive, das eigentliche Verfahren und auch die damit hergestellten Filme und Videoprojektionen steht. Im Fachjargon hat sich auch kurz „CS“ oder „Scope“ eingebürgert. Daneben gibt es jedoch auch weitere Bezeichnungen anderer Filmgesellschaften oder Hersteller mit gleichartigen oder ähnlichen Verfahren. Das Verfahren erlebt seit etwa 2016 durch die immer bessere Qualität von Smartphone-Kameras ein Revival. Hierbei entzerrt kein anamorphischer Projektor das gestauchte Bild, sondern eine App auf dem Gerät.

## Funktionsweise

Links gestauchtes Filmbild, rechts breites Leinwandbild

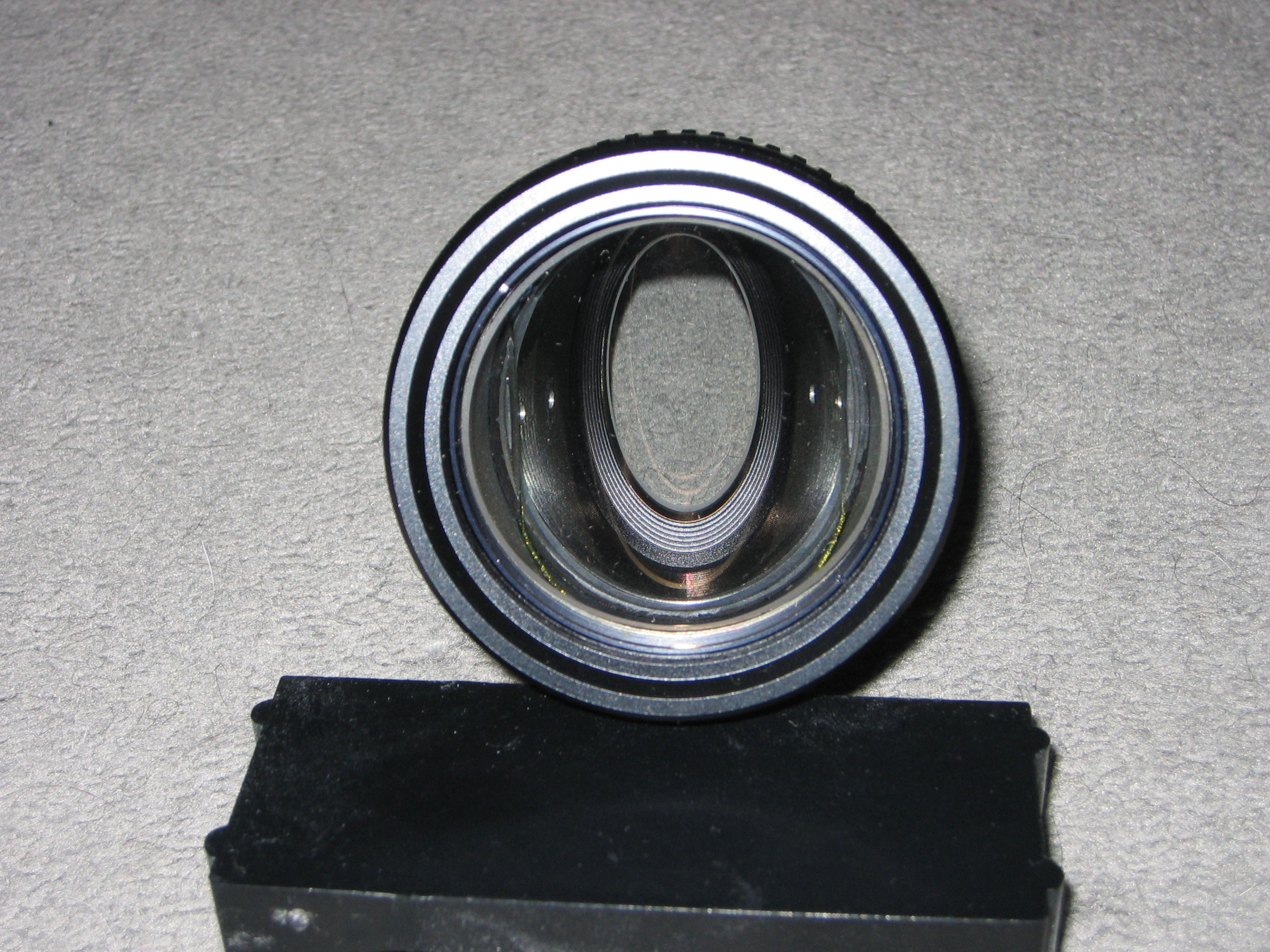
Sicht in ein anamorphes Linsensystem, welche als Ellipse erscheint

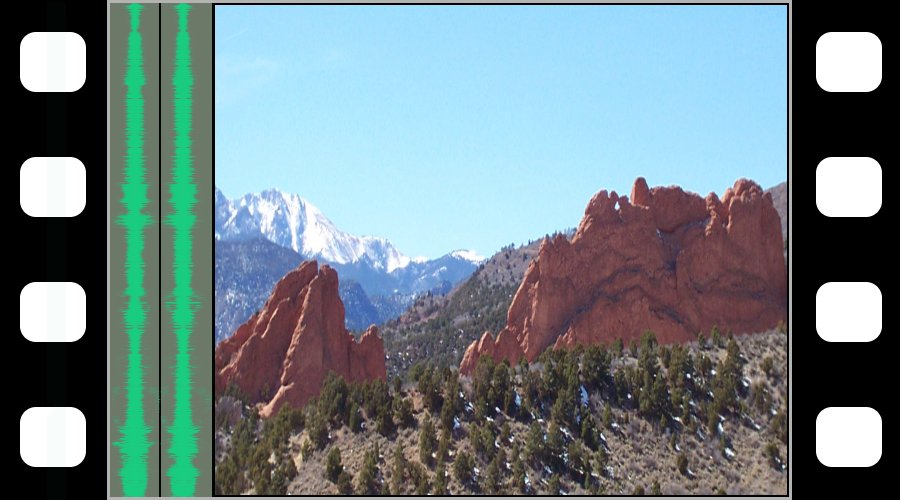
In der Breite gestauchtes Bild auf der Vorführkopie eines Cinemascope-Films (links neben dem Bild die doppelte Tonspur)

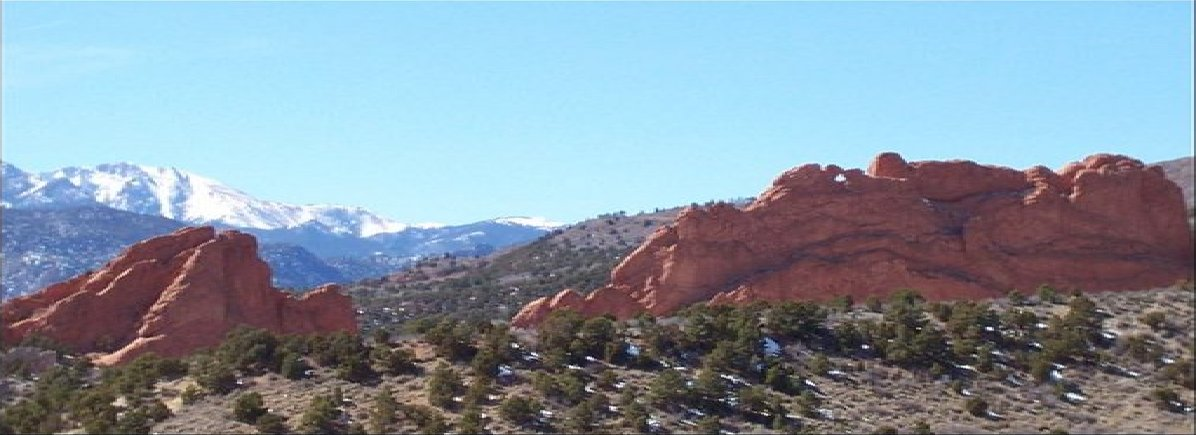
So sieht das obige Bildbeispiel bei entzerrter Projektion auf der Leinwand aus (das Motiv zeigt den Garden of the Gods bei Colorado Springs).

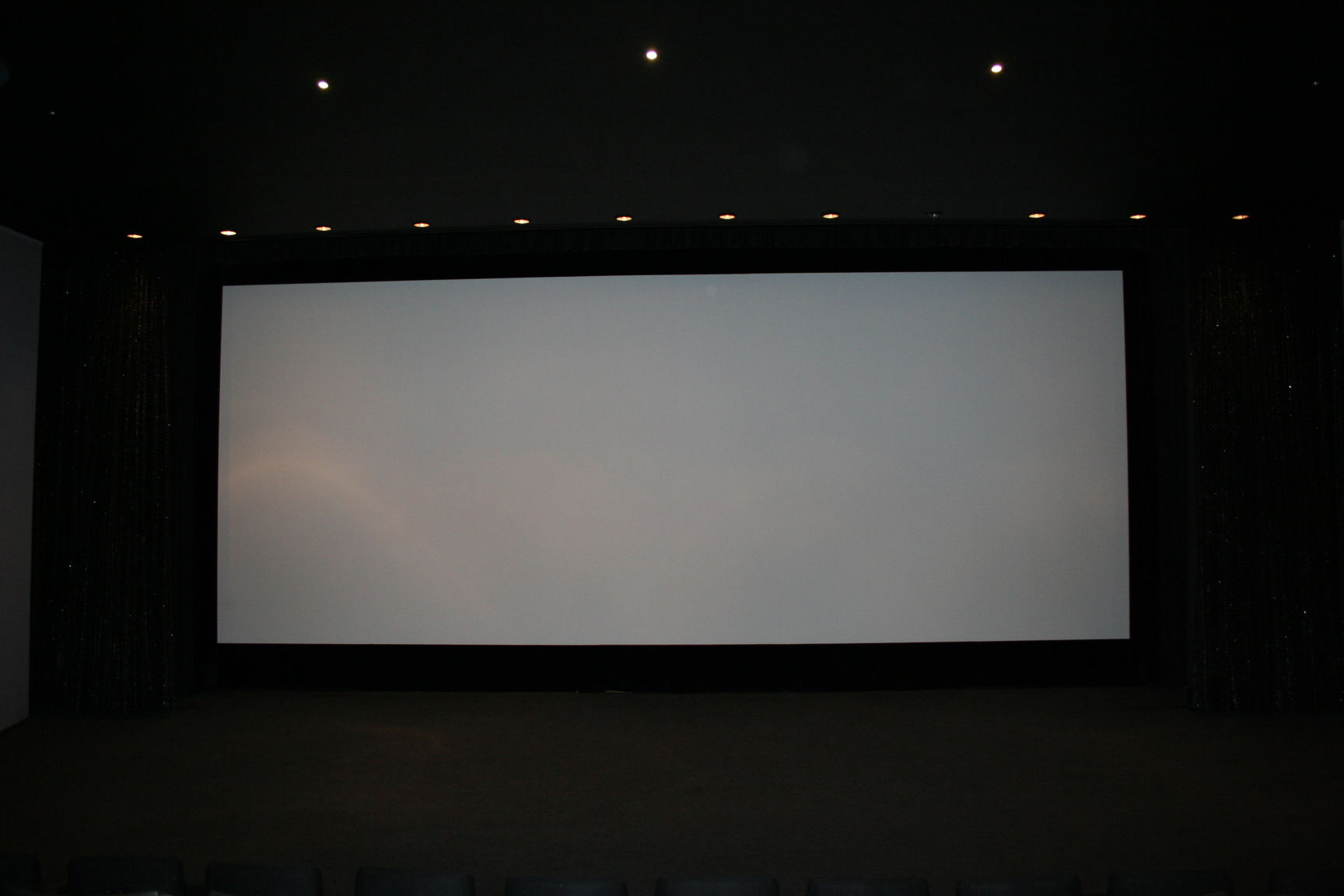
Kasch im Kino, Format: Cinemascope in 2,35:1

Mit Hilfe einer anamorphotischen Linsen- oder Prismenkonstruktion (Anamorphot oder Anamorphoskop) vor dem Kameraobjektiv wird bewirkt, dass bei der Aufnahme das Bild in der Horizontalen zusätzlich um den anamorphotischen Faktor gegenüber der Vertikalen verkleinert wird (in der Regel um den Faktor 2). Dadurch entsteht ein in der Breite „gestauchtes“ Bild. Bei der Projektion im Kino erhält der Filmprojektor einen gleichartigen Anamorphoten, der das Bild in der Breite wieder um denselben Faktor „auseinanderzieht“. Dadurch erhält das Bild wieder die ursprünglichen unverzerrten Proportionen des gefilmten Objekts.
Es ist jedoch nicht immer nötig, dass jeweils vor der Kamera zur Verzerrung und bei der Projektion zur Entzerrung gleichartige Anamorphoten eingesetzt werden, vielmehr ist prinzipiell zwischen dem Produktionsformat (Negativ bei der Aufzeichnung mit der Kamera) und dem Vertriebsformat (Vorführkopie) zu unterscheiden. Beispielsweise wird beim Techniscope-Verfahren mit der Kamera ein unverzerrtes volles Breitbild auf das Negativ aufgenommen. Die anamorphotische Verzerrung wird erst beim Umkopieren auf das Vorführpositiv vorgenommen. Umgekehrt kann bei der modernen digitalen Filmproduktion mit einem Anamorphoten vor dem Kameraobjektiv ein gestauchtes Breitbild auf einem normalformatigen Chip mit Seitenverhältnis 1,33:1 aufgezeichnet werden und die Entzerrung im Zuge der digitalen Bildverarbeitung oder erst am Ende durch den Breitbildschirm erfolgen, ohne dass bei der Wiedergabe ein Anamorphot notwendig ist.
Ein Vorteil des anamorphotischen Verfahrens ist, dass mit kostengünstigem Standardmaterial (zum Beispiel 35-mm-Film) ein breites Bild projiziert werden kann. Es gibt auch nicht-anamorphotische Alternativen, wie den 70-mm-Film oder das Cinerama-Verfahren, die demgegenüber aber deutlich höhere Materialkosten aufweisen und zudem spezielle Projektoren erfordern.
Ein weiterer Vorteil besteht darin, dass das Licht der Projektorlampe besser genutzt wird. Kinoprojektoren sind mit rotationssymmetrischen Ellipsoidspiegeln ausgestattet, die somit auch eine kreisförmige Fläche am Filmfenster ausleuchten. Optimale Ausnutzung des Lichtes würde man also bei einem quadratischen Bild (Seitenverhältnis 1:1) auf dem Filmstreifen erhalten. Das anamorphotisch gestauchte Format 1,175:1 kommt dem theoretischen Optimum näher als das entzerrte Breitbild-Seitenverhältnis von 2,35:1. Tatsächlich verwenden die Verfahren Superscope und heutzutage IMAX quadratische Bildfenster.
Der Nachteil des anamorphotischen Verfahrens besteht in der komplizierteren Aufnahme- und Projektionsoptik. Bei mangelhafter Justierung der Aufnahme- oder Wiedergabeobjektive können Darstellungsfehler entstehen. Auch mussten größere Filmleinwände für die Breitbild-Projektion aufgestellt werden.

## Geschichte
Die Idee der Anamorphie hat ihren Ursprung nicht in der Filmindustrie, sondern wurde bereits im Mittelalter etwa zur Kodierung von Schriften oder besonders im 17. Jahrhundert zur entzerrten Wahrnehmung von Gemälden auf Deckgewölben angewendet (siehe die Artikel zu Anamorphose und anamorph).
Einzug in die Film- und Kinowelt hielt das anamorphotische Verfahren in den 1950er Jahren. Ab der zweiten Hälfte der 1940er Jahre ging dem voraus, dass 3D-Filme einen großen Zuspruch im Kino erhielten. Diese Verfahren waren jedoch durch Tragen einer Brille für die Zuschauer sehr unbequem und zudem in der Produktion sehr kostspielig, weshalb man versuchte den Eindruck der dreidimensionalen Darstellung durch eine Projektion mit sehr breitem Seitenverhältnis auf einer gebogenen Leinwand zu ersetzen (Cinerama). Fälschlicherweise wurde dennoch damit geworben, es handele sich um ein neues 3D-Verfahren. Aber auch dieses war immer sehr teuer und vor allem mit der etablierten Projektionstechnik in den Kinos inkompatibel.
In dieser Konkurrenzsituation besann man sich bei 20th Century Fox auf das von Henri Chrétien bereits um 1927 erfundene anamorphotische Verfahren, erwarb 1952 von ihm Technik und optisches Know-how und führte es 1953 unter der Marke CinemaScope ein. Der monumentale Bibelfilm  Das Gewand (The Robe) wurde am 16. September 1953 in New York als erster abendfüllender, mit dieser Technik produzierter Kinofilm uraufgeführt. Er wurde als Film beworben, „den man plastisch ohne Brille“ sehen könne. Erneut suggerierte man also dem Zuschauer wie schon bei Cinerama, dass er einen 3D-Film sehen würde, obwohl es sich um eine zwar recht breite, aber tatsächlich zweidimensionale Projektion handelte.
Die Herstellung und die Projektion von Filmen mit HiFi-Mehrkanalton zur Breitwanddarbietung mittels des anamorphotischen Verfahrens war verhältnismäßig günstig und so waren 1955 bereits mehr als 60 % aller Kinos in den Vereinigten Staaten technisch in der Lage, anamorphotische Breitbild-Filme darzubieten. Das anamorphotische Verfahren hatte sich in wenigen Jahren auf breiter Front durchgesetzt und die dreidimensionalen Verfahren in ein Nischendasein verdrängt. Neben der 20th Century Fox produzierten bald auch andere große Filmgesellschaften anamorphotische Filme, wobei sie zunächst häufig die Kameratechnik und die Marke CinemaScope in Lizenz von der 20th Century Fox übernahmen, was zur großen Verbreitung und Wahrnehmung der Marke als Bezeichnung für das Verfahren als solches beitrug. Vor allem ab Ende der 1950er Jahre gingen die Filmgesellschaften dazu über, hauseigene Kameratechnikabteilungen zu schließen und Kameras mit Objektiven von Herstellern wie Arnold & Richter (ARRI) oder Panavision einzusetzen und damit die Lizenzierungspolitik zu ändern. In der Folge erschienen bis heute anamorphotische Filme im Seitenverhältnis 2,35:1 (oder 2,4:1) auch unter anderen Markenbezeichnungen oder gelegentlich auch schlicht mit dem Hinweis auf „lens by Panavision“, die ab 1957 hochwertige anamorphotische Kameraobjektive zur Verfügung stellte.
In Europa waren für anamorphotische Filme auch die Bezeichnungen „Ultrascope“ und „Totalvision“ gebräuchlich.
Der erste echte 3D-Film in CinemaScope war Der Schatz der Balearen von Regisseur Byron Haskin. Der erste anamorphotisch gedrehte Zeichentrickfilm war die Walt-Disney-Produktion Die Musikstunde (Toot, Whistle, Plunk and Boom), uraufgeführt am 1. November 1953.

## Formate beim 35-mm-Film
Geht man von einem Seitenverhältnis des Academy-Filmbildes von 1,375:1 aus, müsste sich bei dem üblichen anamorphotischen Faktor 2 ein Bildseitenverhältnis von 2,75:1 ergeben. Das ist aber in der Praxis nicht der Fall, da bei anamorphotischen Kinofilmen ein anderes Bildformat auf dem Film verwendet wird. Zum einen wird das Bildfenster gegenüber dem Normalformat etwas erhöht, was der Schärfe des projizierten Bildes zugutekommt. Die Bildfläche des Filmstreifens wird damit maximal ausgenutzt und es bleibt nicht – wie zum Beispiel bei nicht anamorphotischen Breitwandverfahren mit Kaschierung – ein Teil des Filmmaterials ungenutzt. Allerdings wird dadurch auch der Bildstrich schmaler, wodurch mitunter unsaubere Negativklebestellen sichtbar werden.
Weiterhin wird durch die Tonspur das Bildfeld in der Breite verschmälert, so dass bei der Aufzeichnung mit Lichtton auf dem Film ein Seitenverhältnis von 1,175:1 entsteht. Dieses ergibt wiederum mit dem anamorphotischen Faktor 2 auf der Leinwand das bekannte Bildseitenverhältnis 2,35:1. Beim früheren Vierkanal-Magnetton (COMMAG) betrug das Seitenverhältnis wegen des fehlenden Platzbedarfs für die Lichttonspur dagegen 2,55:1 auf der Leinwand (Filme bis 1957).
Dennoch bleibt häufig Verwirrung über die genaue Breite des anamorphischen Seitenverhältnisses, das entweder mit 2,35, 2,39 oder 2,4 zu 1 angegeben wird, obwohl der anamorphotische Faktor der verwendeten Optiken fast immer genau 2 beträgt. Die Abweichungen sind durch Unterschiede in den Kamera- und Projektionsmasken bedingt. Verkompliziert wird dies noch durch die SMPTE-Standards für das Filmformat, die im Laufe der Zeit geändert wurden.
Die ursprüngliche Definition der SMPTE für anamorphotische Projektion mit optischer Tonspur auf einer Seite (PH22.106-1957), ausgegeben im Dezember 1957, standardisierte die Projektormaske mit 0,839 × 0,715 Zoll (Seitenverhältnis 1,17:1). Das Seitenverhältnis für diese Maske, nach der 2×-Verzerrung, ist 2,3468…:1, welches normalerweise zu dem gebräuchlichen Wert von 2,35:1 gerundet wurde. Eine neue Definition vom Oktober 1970 (PH22.106-1971), welche eine etwas flachere Maske mit 0,7 Zoll für den Projektor spezifiziert, sollte helfen, die Klebestellen weniger sichtbar zu machen. Anamorphe Filmkopien benutzen mehr von der Filmfläche als alle anderen Formate und lassen sehr wenig Raum für die Klebestellen, was zu hellen Lichtblitzen bei der Vorführung führen kann. Vorführer haben deshalb schon vor der Ausgabe von PH22.106-1971 die Projektion vertikal verkleinert. Diese neue Projektionsmaske mit 0,838 × 0,7 Zoll (21,3 × 17,8 mm), Seitenverhältnis 1,1971…:1, führte zu einem Bildseitenverhältnis von 2,39:1, was häufig zu 2,4:1 gerundet wurde. Die neuste Version, vom August 1993 (SMPTE 195-1993), hat diese Dimensionen noch einmal leicht geändert, so dass die Maskenbreite für anamorphische 2,39:1 und nicht-anamorphische 1,85:1 gemeinsam 0,825 Zoll (21 mm) war. Die Projektormaske wurde dabei auch um 0,01 Zoll reduziert, und ist jetzt 0,825 × 0,69 Zoll (21 × 17,5 mm), Seitenverhältnis 1,1956…:1 (oft zu 1,2:1 gerundet), um das Bildseitenverhältnis von 2,39:1 beizubehalten.
Anamorphe Kopien werden von Vorführern, Kameraleuten und anderen in der Filmindustrie oft immer noch mit „2,35“ benannt. Sofern es nicht um Filme von 1958 bis 1970 geht, beschreiben sie dabei Filme mit tatsächlichem Seitenverhältnis 2,39:1. Mit der Ausnahme von einigen Spezialisten und Archivaren meinen sie oft dasselbe, egal ob sie von 2,35 oder 2,39 oder 2,40 sprechen.

## Anamorphotische Verfahren im Schmalfilm und am Smartphone
Selten wird das anamorphotische Verfahren auch im Schmalfilm verwendet, meist bei der Herstellung von Schmalfilm-Filmkopien von anamorphotischen 35-mm-Kinofilm-Originalen. Nur in Ausnahmefällen werden allerdings auch Schmalfilme direkt im anamorphotischen Verfahren gedreht.
Bei 8-mm-Filmen werden Anamorphoten verwendet, die – anders als beim 35-mm-Film – einen anamorphotischen Faktor von 1,5 haben. Dieser kleinere Wert bringt vor allem geringere Abmessungen und damit einhergehend ein geringeres Gewicht der zu verwendenden Objektiv-Vorsätze mit sich, was bei den sehr beweglichen leichten 8-mm-Schmalfilmkameras von hoher Bedeutung ist. Dadurch sind diese Filme aber zu anderen im anamorphotischen Verfahren hergestellten Filmen nicht kompatibel und lassen sich nicht ohne weiteres auf ein anderes Format umkopieren.
Für die Aufnahme von 16-mm-Filmen setzt man dagegen vorwiegend umgerüstete Anamorphoten aus dem 35-mm-Bereich ein, die mit dem dort üblichen Faktor 2 arbeiten. Da man hier sowohl für normalformatige als auch für anamorphotische Aufnahmen die gleichen Bildfenster auf dem Film verwendet, ergibt sich hier ein Bildseitenverhältnis von 2,66:1 in der Projektion.

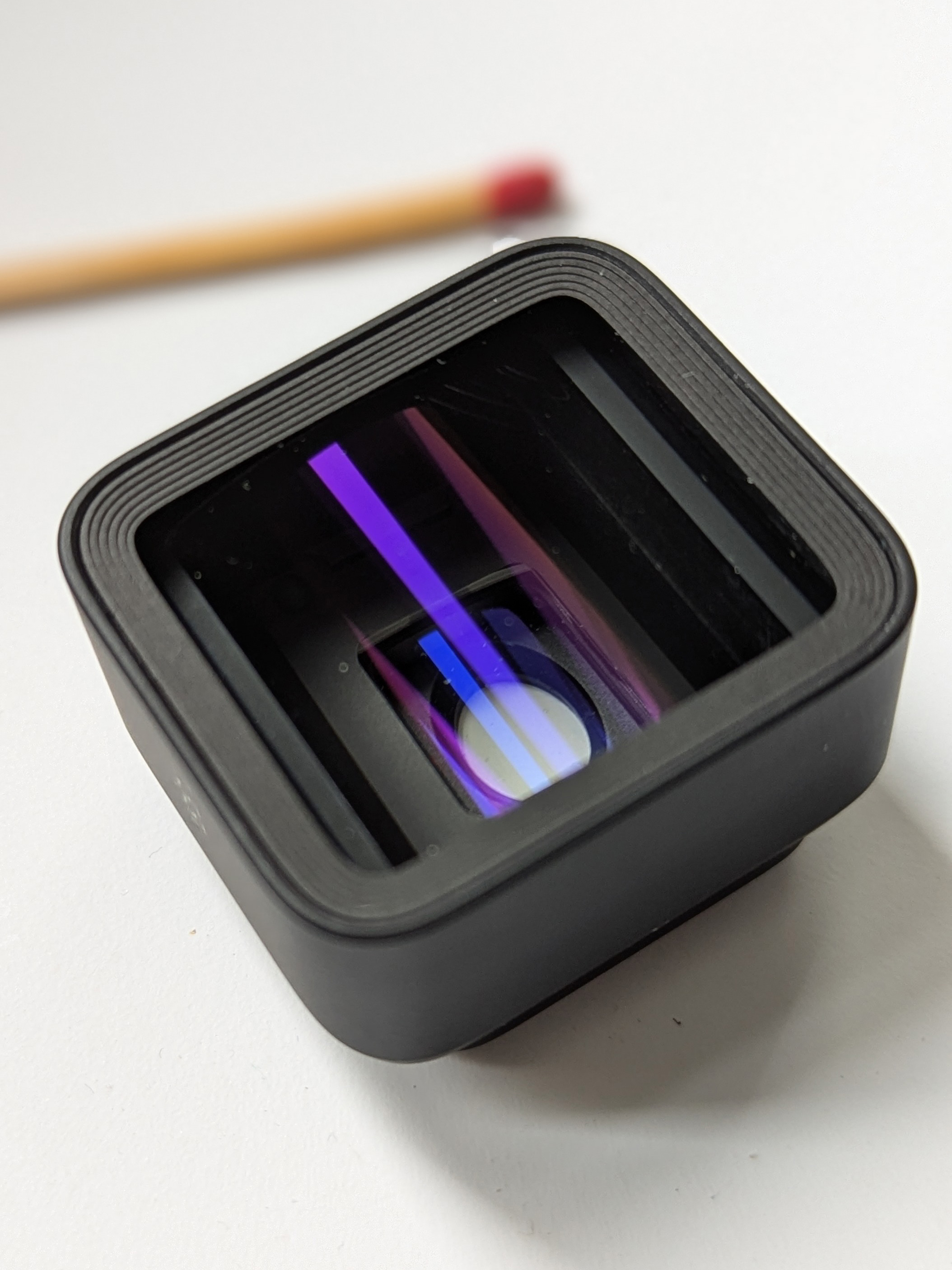
Anamorph-Linse für Smartphones

Seit den späten 2010er Jahren werden anamorphotische Vorsatzlinsen für Smartphones angeboten. Diese müssen mit einem Adapter präzise vor die kleine Kameraöffnung montiert werden.

## Bezeichnungen und verwandte Verfahren
Nach der erfolgreichen Einführung des anamorphotischen Verfahrens durch die 20th Century Fox waren andere Filmgesellschaften bestrebt, dieses ebenfalls nutzen zu können, ohne Lizenzgebühren zahlen zu müssen. Als Folge entstanden eine Reihe von Markenbezeichnungen, die jedoch für technisch dasselbe Verfahren auf 35-mm-Film standen. Die Anamorphoten waren zwar teilweise unterschiedlich konstruiert, hatten aber denselben anamorphotischen Faktor 2 und die hergestellten Filme waren kompatibel:
- Cinemascope, das Originalverfahren
- Ultrascope
- Totalvision
- Cinépanoramic/Camerascope/Naturama/Franscope
- Vistarama
- Hammerscope/Byronscope

Spezialfälle bilden die Systeme von:
- Superscope
- Techniscope

Bei diesen wurde mit der Kamera ohne Anamorphot ein unverzerrtes Bild aufgezeichnet. Das anamorphotische Breitbild entstand erst beim Umkopieren auf das Vorführ-Positiv. Bei Superscope war das Negativ normalformatig und wurde beim anamorphotischen Umkopieren in der Höhe beschnitten, bei Techniscope war das Negativ bereits ein Breitbild. Die anamorphotischen Vorführkopien dieser beider Verfahrens waren mit denen der vorgenannten in der Projektion kompatibel.
Eine eigene Projektionstechnik benötigten jedoch die Filme unter den Bezeichnungen
- MGM Camera 65
- Ultra Panavision 70
- Technirama

da sie zum Teil auf breiterem Filmmaterial beruhten und geringere anamorphotische Faktoren aufwiesen.
Von den vorgenannten sind die Breitwandverfahren mit den Bezeichnungen
- Cromoscope
- Super Panavision 70
- Cinerama/Cinemiracle

völlig zu unterscheiden. Es handelt sich bei diesen nicht um anamorphotischen Verfahren, da das Breitbild bereits sowohl auf dem Negativ als auch der Vorführkopie unverzerrt vorhanden ist und daher weder an der Kamera noch am Projektor ein Anamorphot nötig ist.